# Gelasinospora pseudocalospora
Gelasinospora pseudocalospora är en svampart som beskrevs av Udagawa 1973. Gelasinospora pseudocalospora ingår i släktet Gelasinospora och familjen Sordariaceae.   Inga underarter finns listade i Catalogue of Life.